# Головлинский
Головлинский — посёлок в Киреевском районе Тульской области России.
В рамках административно-территориального устройства входит в Приупский сельский округ Киреевского района, в рамках организации местного самоуправления включается в сельское поселение Приупское.

## География
Расположен в 10 км к западу от города Киреевска.

## Население
| 2010 |
| ---- |
| 483  |